# Bâtiment situé 122 rue Obrenovićeva à Niš
Le bâtiment situé 122 rue Obrenovićeva à Niš (en serbe cyrillique : Зграда Председништва СО Ниш ; en serbe latin : Zgrada Predsedništva SO Niš) se trouve à Niš, dans la municipalité de Medijana et dans le district de Nišava, en Serbie. Il est inscrit sur la liste des monuments culturels protégés de la république de Serbie (identifiant no SK 845),,.

## Présentation
Le bâtiment, situé 122 rue Obrenovićeva (ancienne rue Maršala Tita), a été construit au début du XXe siècle. 
Immeuble commercial et résidentiel, il est constitué d'un rez-de-chaussée et de deux étages. La façade, construite en pierres artificielles, est conçue dans un esprit moderne. Toute la longueur du premier étage est couverte par un balcon dont les parties latérales sont légèrement plus saillante ; ce balcon est doté d'une balustrade. Au deuxième étage, un balcon en fer forgé est placé au centre de la façade, tandis qu'à gauche et à droite de ce balcon se trouvent deux médaillons circulaires avec des représentations en bas-relief de personnages en position assise ; au-dessus du balcon central se trouve une figure plus grande en haut-relief représentant une jeune fille tenant un sceptre. Au premier comme au second étage, les fenêtres du bâtiment, rectangulaires, sont disposées de manière identique. La façade est couronnée par un attique en gradins qui donne donne un aspect plus monumental au bâtiment.
Le secteur de la rue Obrenovićeva, où se trouve le bâtiment, est inscrit sur la liste des entités spatiales historico-culturelles protégées de la république de Serbie (identifiant no PKIC 31),.